# 준 스펜서
준 스펜서(영어: June Spencer, 1919년 6월 14일~2024년 11월 8일)은 영국의 배우이다.
1919년 6월 14일 영국 노팅엄에서 태어났다. 1949년에 영화계를 나왔다. 1961년부터 연기 활동을 하였다. 2012년 7월 12일 노팅엄 대학교에서 방송에 대해서 문학박사 명예 학위를 수여하였다.